# Anneau topologique
En mathématiques, un anneau topologique est un anneau muni d'une topologie compatible avec les opérations internes, c'est-à-dire telle que l'addition, l'application opposée et la multiplication soient continues.
Un corps topologique est un corps muni d'une topologie qui rend continues l'addition, la multiplication et l'application inverse.
Ces structures étendent la notion de groupe topologique.

## Exemples
- Tous les corps de nombres usuels (rationnels, réels, complexes, p-adiques) ont une ou plusieurs topologies classiques qui en font des corps topologiques. Il s'agit essentiellement des topologies induites par la distance usuelle ou la distance p-adique.
- L'ensemble des applications d'un ensemble {\displaystyle X} vers un anneau topologique constitue un anneau topologique pour la topologie de la convergence simple. Lorsque l'ensemble {\displaystyle X} est lui-même un espace topologique, le sous-anneau des fonctions continues est un anneau topologique pour la topologie compacte-ouverte.
- Toute algèbre normée est un anneau topologique.
- Tout sous-anneau d'un anneau topologique est un anneau topologique pour la topologie induite.
- Tout anneau muni de la topologie discrète ou de la topologie grossière constitue un anneau topologique.

## TopologieI-adique
Étant donné un anneau commutatif {\displaystyle R} et un idéal {\displaystyle I} de {\displaystyle R}, la topologie {\displaystyle I}-adique de {\displaystyle R} est définie par la base de voisinages en chaque point {\displaystyle x} de {\displaystyle R} de la forme : {\displaystyle x+I^{n}}, où {\displaystyle n} décrit tous les entiers naturels.
Cette topologie fait de l'anneau {\displaystyle R} un anneau topologique, qui est séparé si et seulement si l'intersection des puissances de l'idéal {\displaystyle I} est réduite à l'élément nul :
{\displaystyle \bigcap _{n\in \mathbb {N} }I^{n}=\{0\}}.
Dans ce cas, la topologie est métrisable par une distance ultramétrique définie de la manière suivante : 
pour tous {\displaystyle x} ≠ {\displaystyle y} éléments de {\displaystyle R},
{\displaystyle d(x,y)=1/2^{k}}
où {\displaystyle k} est la plus grande puissance de l'idéal qui contient la différence {\displaystyle x-y}.
La topologie p-adique sur les entiers relatifs est ainsi construite avec l'idéal {\displaystyle I} des multiples entiers de {\displaystyle p}.

## Complétion d'un anneau métrisable
Lorsqu'un anneau topologique est métrisable, les opérations s'étendent continûment (de façon unique) à sa complétion métrique, qui devient ainsi son anneau complété (en).